# Setosella spiralis
Setosella spiralis är en mossdjursart som beskrevs av Silén 1942. Setosella spiralis ingår i släktet Setosella och familjen Setosellidae. Inga underarter finns listade i Catalogue of Life.